# La Chapelle-Haute-Grue
La Chapelle-Haute-Grue é uma ex-comuna francesa na região administrativa da Normandia, no departamento de Calvados. Estendeu-se por uma área de 2,92 km². Em 2010 a comuna tinha 60 habitantes (densidade: 20,5 hab./km²).
Em 1 de janeiro de 2017 foi fundida com as comunas de Sainte-Foy-de-Montgommery, La Brévière e Saint-Germain-de-Montgommery para a criação da nova comuna de Val-de-Vie.